# FIVA
FIVA (Fédération Internationale des Véhicules Anciens) je međunarodna dogovorna organizacija-udruga nacionalnih saveza, klubova i ostalih grupacija koja se brine za održavanje i uporabu starodobnih vozila (oldtimera) na svjetskoj razini, osigurava i objedinjuje povijesno-tehničke podatke o starodobnim motornim vozilima, uspostavlja i podupire kontakte između klubova ljubitelja starodobnih vozila, saveza i ostalih grupacija, potiče interes za održavanje tradicije motornih vozila i korištenje starodobnih vozila na javnim cestama.
Literatura:
- Pravilnik o starodobnim vozilima (oldtimerima), Narodne novine br.: 58, 20.05.2009.

Vanjske poveznice:
FIVA